# Oldendorf (Stade)
Oldendorf is een gemeente in de Duitse deelstaat Nedersaksen. De gemeente maakt deel uit van de Samtgemeinde Oldendorf-Himmelpforten in de Landkreis Stade.
Oldendorf telt 3.022 inwoners.
Tot de gemeente Oldendorf behoren, naast het gelijknamige dorp, de gehuchten Kaken, Timmerlade, Sunde, Weißenmoor en Siedlung Oldendorf, ten zuidoosten van het hoofddorp.

## Geschiedenis
Ten zuiden van Oldendorf ligt sedert 5.000 jaar vóór de jaartelling een uitgestrekt, moerassig hoogveengebied met de naam Hohes Moor. Het gebied is een 862 hectare groot natuurreservaat, zie onderstaande link. Sinds 2001 wordt er aan natuurherstel gedaan d.m.v. vernatting, het onder water zetten van afgegraven stukken veen. In 1959 heeft er een grote veenbrand gewoed.
Over Oldendorf zijn verder geen belangrijke historische feiten overgeleverd. De plaats ontwikkelde zich vanaf 1970 tot een forensendorp, met winkelmogelijkheden voor de inwoners van de omliggende plaatsjes. In het dorp is het midden- en kleinbedrijf, alsmede het toerisme van beperkte betekenis.

## Bezienswaardigheden
- De evangelisch-lutherse Sint-Maartenskerk dateert van omstreeks 1200, werd in 1901 grondig gerenoveerd, en heeft een interessant, grotendeels 18e-eeuws interieur.
- Wandel- en fietsroutes kunnen worden gedownload via de website van de Samtgemeinde.

## Afbeeldingen

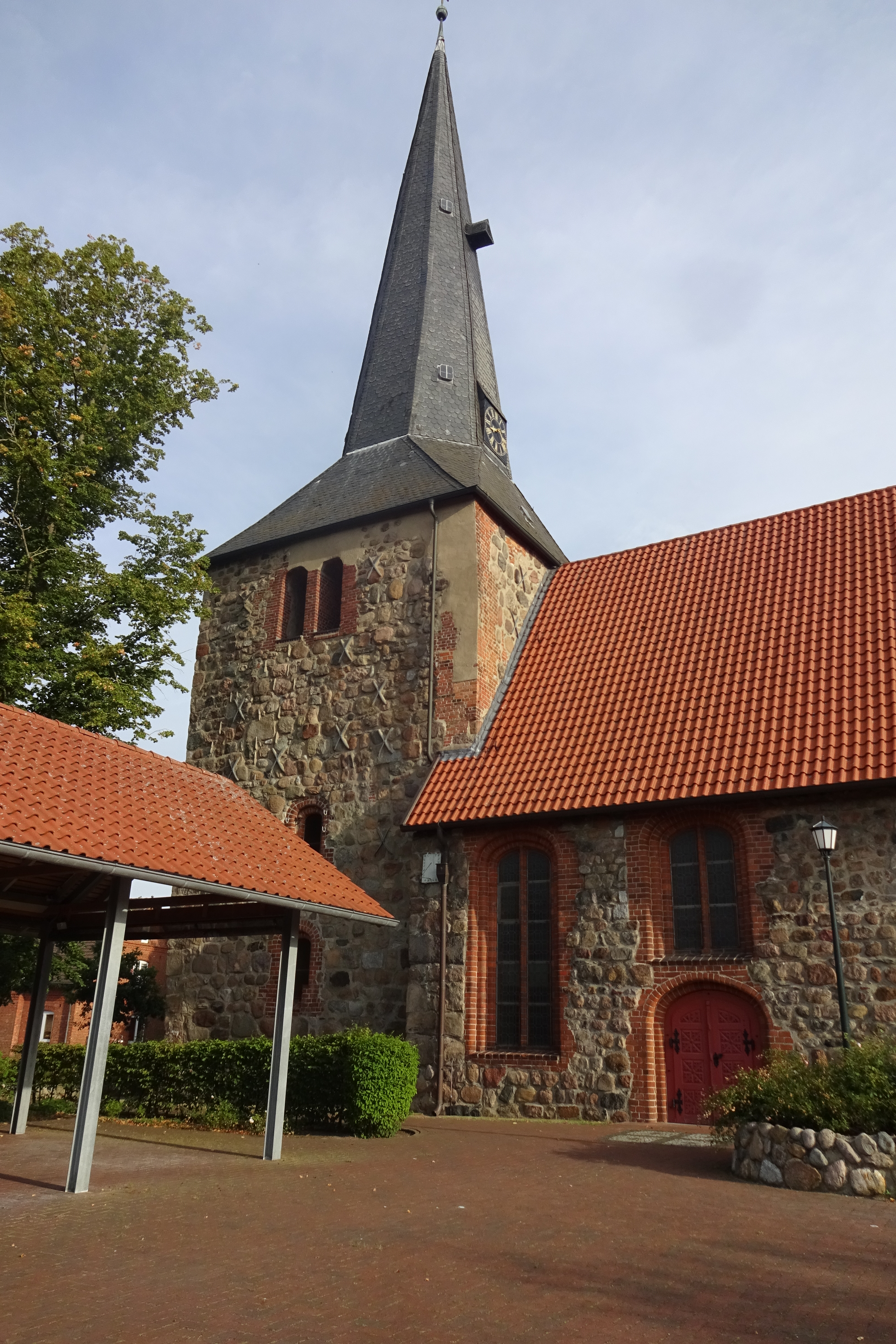
Sint-Maartenskerk, Oldendorf
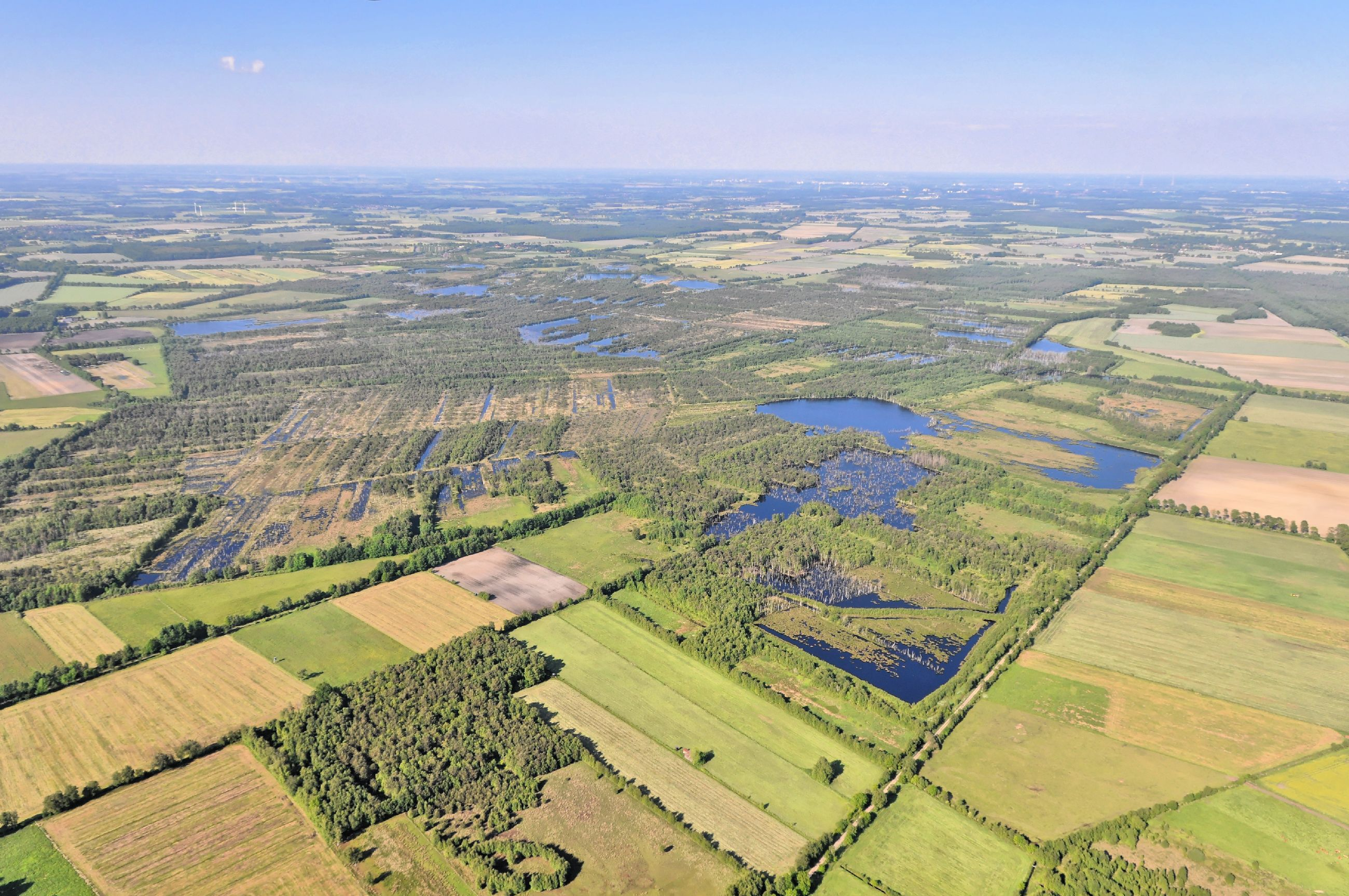
Luchtfoto (2013) van de venen ten zuiden van Oldendorf